# زک
زک (به آلمانی: Seck) یک شهر در آلمان است که در وستروالدکرایس واقع شده‌است. زک ۱٬۲۷۸ نفر جمعیت دارد.